# Arolla
Arolla est un village de la commune d'Evolène, dans le canton du Valais, en Suisse. Il est situé à l'extrémité du val d'Hérens (au sud de Sion) à 1 998 m d'altitude.
Au pied du mont Collon, du Pigne et de l'aiguille de la Tsa, Arolla est le lieu de départ du petit parcours de la Patrouille des glaciers.
Arolla est non seulement le point de départ de nombreuses randonnées de tous niveaux, mais aussi le passage obligé de parcours comme la Haute Route Chamonix-Zermatt ou le tour du Cervin. C'est également une station de ski.

## Histoire
Arolla est anciennement une zone d'alpage dont la première mention date du le xiiie siècle. Durant le xvie siècle, cette zone d'alpage était la propriété des de Rarogne, puis de l’évêque Walter Supersaxo. En 1482, les alpages de l'Arolla sont en grande partie légués à la mense épiscopale, qui en restera propriétaire jusqu'en 1875.
Entre 1860 et 1910, le tourisme commence à se développer, notamment avec l'afflux des premiers alpinistes cherchant à gravir les montagnes alentour. Les guides et les hôtels apparaissent. En 1948, la route d'accès à Arolla devient carrossable, puis en 1965 elle devient goudronnée. En 1967, le premier téléski est créé : Les Fontanesses. Suivit, un an après, la construction de deux autres téléskis.

## Population

### Gentilé
Les habitants d'Arolla sont les Arollois. En patois d'Évolène, on les nomme lu-j-arolésse.

## Sports

### Sports d'hiver
Arolla offre un domaine skiable de haute montagne, ce qui lui confère une certaine sécurité en termes d'enneigement naturel. Équipée uniquement de téléskis poma (Fontanesses 1, Remointze, Fontanesses 2, Fontanesses 3 et Torrent), l'infrastructure de la station offre un confort général limité. De fait, le domaine skiable est relativement peu fréquenté. Depuis les pistes, une vue directe sur les glaciers à proximité immédiate est offerte. Le relief des pentes se prête particulièrement bien à la pratique du ski hors piste, en majorité au-delà de la limite de la forêt.
Les pistes sont plutôt faciles, mis à part la Remointze et la noire (malheureusement beaucoup de pistes ont été supprimées au cours des quinze dernières années).
Les remontées mécaniques partent au niveau d'une boucle marquée de la route, à côté d'un vaste parking, juste avant d'arriver à Arolla. C'est le lieu-dit Magines (nom de l'arrêt de bus). Trois téléskis sont situés une dizaine de mètres plus haut. Le téléski du Torrent est particulièrement adapté aux skieurs de niveau débutant. À l'autre extrémité, celui des Fontanesses II dessert près de 200 m de dénivelé. C'est le long téléski des Fontanesses I qui permet de rejoindre depuis 1967 l'essentiel du domaine. D'une longueur de 2 067 m, il transporte les skieurs jusqu'à 2 468 m d'altitude. Une longue piste bleue, au relief très régulier et allant en s'élargissant, permet le retour en bas des pistes.
Le téléski des Fontanesses III, construit en 1982, rejoint alors le sommet du domaine à 2 860 m, juste en dessous du col La Forcletta. Il dessert sur plus de 400 mètres de dénivelé une piste de niveau bleu qui rejoint son départ, avec une vue directe sur les glaciers alentour (Pièce, Tsijiore-Nouve, ...) 
Mais aussi, une fois gravi à pieds les quelques dizaines de mètres séparant du col à proprement parler, s'offrent à vous deux pistes : une piste noire dans un décor idyllique, rejoignant le téléski de la Remointze, ainsi qu'une jolie mais étroite piste rouge rejoignant le bas du domaine, malheureusement très rarement ouverte...
Du petit col s'offrent également de vastes possibilités de ski hors piste, notamment pour rejoindre directement le cœur de la station, ainsi que l'ancienne piste de Pra-Gra. 
Depuis que le téléski de la Guitza, situé dans le centre de la station, n'est plus en fonctionnement (depuis 2004) - les pylônes sont toujours sur place - la piste-route des Hôtels permet de rejoindre facilement les trois téléskis du bas à travers la forêt, et donc le reste du domaine.
La saison dure généralement de mi-décembre à mi avril. L'altitude du domaine permet d'assurer un enneigement naturel important, bien que l'enneigement artificiel soit utilisé sur le bas des pistes.
Arolla fait partie du regroupement commercial d'Espace Dent-Blanche, avec les stations voisines - reliées par la route uniquement - d'Evolène et de La Forclaz.
20 km de pistes de ski de fond complètent l'offre, entre 1 800 et 2 100 m dans la vallée. Mais également 6 km de chemins de randonnée hivernale et 10 km de chemins de raquette à neige.

### Sports d'été
Arolla dispose de nombreux itinéraires de marche, de randonnée et d'alpinisme desservis par plusieurs cabanes (cabane des Aiguilles-Rouges, cabane des Bouquetins, cabane de la Tsa, cabane de Bertol et cabane des Vignettes).
De même, les itinéraires de randonnée mènent à des cols en altitude : le Pas de Chèvres et le col de Torrent. On recense également des itinéraires d'alpinisme de tout niveau permettant d'accéder aux hautes cimes de la vallée : le mont Collon, les aiguilles Rouges d'Arolla, l'aiguille de la Tsa, le Pigne d'Arolla, le mont Blanc de Cheilon, la dent de Perroc, etc.